# هاري غلين
هاري غلين (بالإنجليزية: Harry Glenn)‏ هو لاعب كرة قاعدة أمريكي، ولد في 9 يونيو 1890 في شيلبورن في الولايات المتحدة، وتوفي في 12 أكتوبر 1918 في سانت بول في الولايات المتحدة بسبب الإنفلونزا الأسبانية.

## وصلات خارجية
- هاري غلين على موقعبيزبول رفرنس.كوم (الدوري الرئيسي) (الإنجليزية)